# Batna
Pour les articles homonymes, voir Batna (homonymie).
Batna (prononcé [bat.na]) (en tifinagh : ⵁⴱⴰⵝⵏⵜ, Bathenth, en arabe باتنة ()) est une commune du Nord-Est de l'Algérie, située dans la région de l'Aurès. La ville dépend administrativement de la wilaya de Batna dont elle est le chef-lieu. Elle se trouve à 435 km au sud-est d'Alger et à 113 km au sud-ouest de Constantine. 
La ville de Batna est considérée historiquement comme étant la « capitale » des Aurès. Elle est en importance la cinquième ville du pays avec 400 000 habitants, avec une altitude de 1 058 mètres, bien qu'elle ait été construite dans une cuvette entourée de montagnes.

## Géographie

### Situation
Le territoire de la commune de Batna est situé au centre de la wilaya de Batna.
| Oued El Ma  | Seriana, Fesdis | Fesdis            |
| Oued Chaaba | Batna           | Ouyoun El Assafir |
| Oued Chaaba | Oued Chaaba     | Tazoult           |

### Relief, géologie, hydrographie

#### Relief
Batna a été construite sur un relief en cuvette, entourée de montagnes.

#### Hydrographie
La ville est alimentée par plusieurs sources d'eau, ainsi que par les eaux du Barrage de Timgad. Cependant plusieurs déchets, dont une grande quantité de sacs en plastique, se sont accumulés dans ces cours d'eau.
Deux courants d'eaux usées traversent la ville. Des travaux d'aménagement sont en cours pour les recouvrir et les transformer en routes.

### Climat
Le climat de Batna est de type semi-aride, avec quatre saisons bien distinctes. Les températures moyennes varient de 4 °C en janvier à 35 °C en juillet. En hiver, la température descend en dessous de zéro la nuit, avec de fréquentes gelées. En été, la température peut atteindre les 45 °C à l’ombre. Le total annuel des précipitations est de 390 mm, le taux moyen d'humidité est de 97 %, la neige ne fait son apparition que pendant quelques jours et surtout au mois de mars.
| Mois                              | jan. | fév. | mars | avril | mai | juin | jui. | août | sep. | oct. | nov. | déc. | année |
| --------------------------------- | ---- | ---- | ---- | ----- | --- | ---- | ---- | ---- | ---- | ---- | ---- | ---- | ----- |
| Température minimale moyenne (°C) | 2    | 3    | 4    | 7     | 12  | 17   | 20   | 20   | 16   | 11   | 6    | 3    | 10    |
| Température moyenne (°C)          | 5    | 6    | 8    | 12    | 17  | 22   | 26   | 25   | 21   | 15   | 10   | 6    | 15    |
| Température maximale moyenne (°C) | 8    | 10   | 12   | 16    | 21  | 27   | 32   | 31   | 26   | 20   | 13   | 10   | 19    |
| Record de froid (°C)              | −7   | −11  | −6   | −2    | −1  | 6    | 8    | 10   | 6    | 0    | −3   | −7   | −11   |
| Record de chaleur (°C)            | 22   | 22   | 25   | 30    | 36  | 37   | 40   | 38   | 38   | 32   | 27   | 30   | 40    |
| Précipitations (mm)               | 40   | 20   | 30   | 40    | 60  | 20   | 10   | 20   | 50   | 25   | 35   | 40   | 390   |

| Diagramme climatique                                  |       |       |       |        |        |        |      |        |        |       |       |
| J                                                     | F     | M     | A     | M      | J      | J      | A    | S      | O      | N     | D     |
| 8240                                                  | 10320 | 12430 | 16740 | 211260 | 271720 | 322010 | 3120 | 261650 | 201125 | 13635 | 10340 |
| Moyennes : • Temp. maxi et mini °C • Précipitation mm |       |       |       |        |        |        |      |        |        |       |       |

### Transports

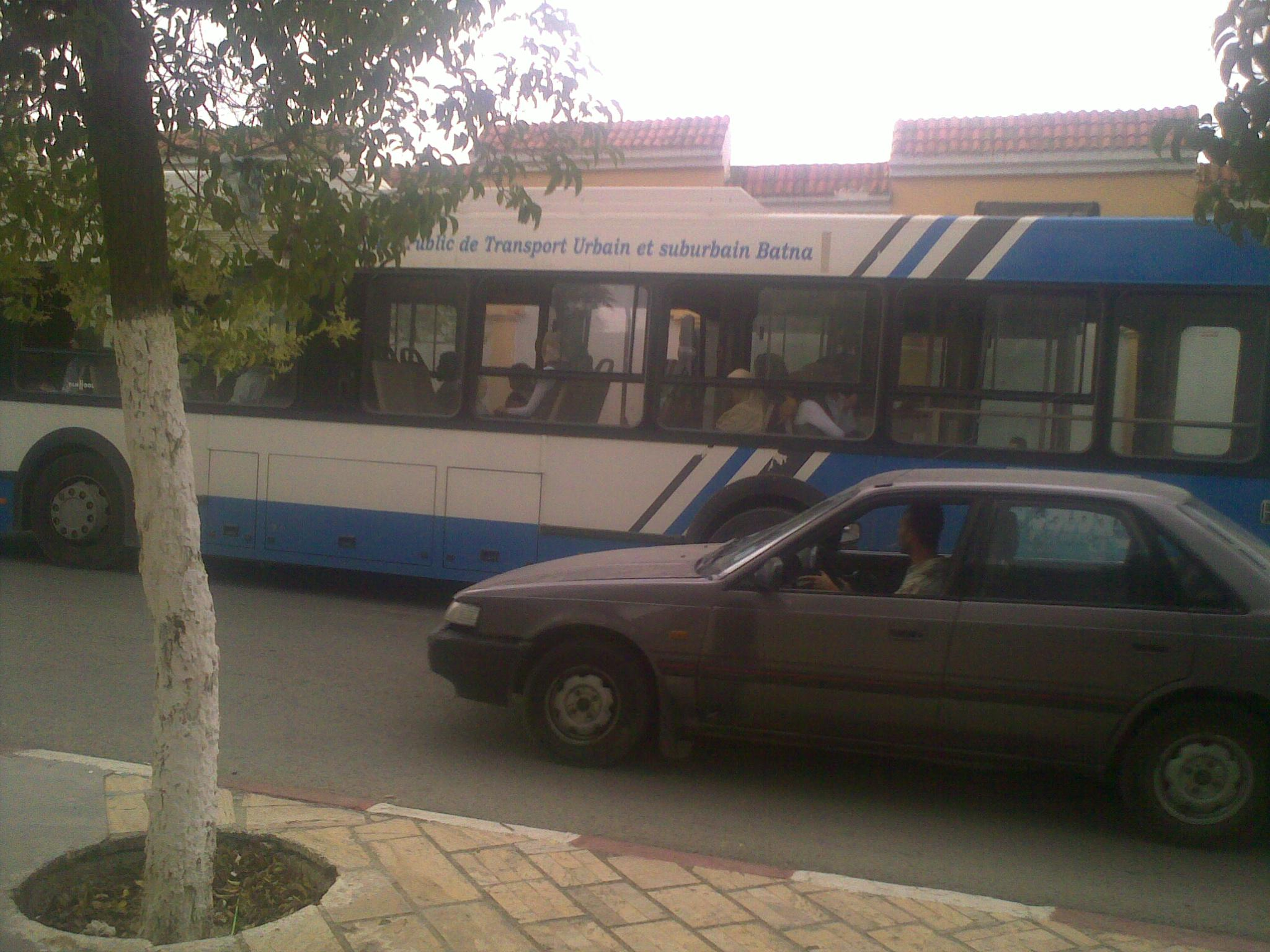
Les nouveaux bus de Batna

Batna est un carrefour routier et ferroviaire important du Nord-Est algérien. Elle dispose de nombreuses infrastructures de transport : un aéroport international qui se trouve à 35 km de la ville sur la RN 75 géré par l'EGSA Constantine. Il est inauguré le 5 juillet 1998, sous le nom d'aéroport de Medghassen, puis renommé en aéroport de Mostefa Ben Boulaïd. Il est considéré comme aéroport international, puisqu'il a des vols reliant Batna à des villes françaises comme Paris, Lyon et Marseille, et une seule destination en Algérie à Alger, une gare ferroviaire et une gare routière Adhrar El Hara qui se traduit du chaoui le « mont des lions », appelée aussi la nouvelle S.N.T.V par les Batnéens. Elle se trouve dans la nouvelle zone urbaine Numéro 2 au sud, à la périphérie de la ville, pas très loin de la direction de la douane. À l’intérieur il y a une partie pour les bus qui se divise à son tour en deux parties, la partie nord sert de plateforme pour les bus interwilayas de longue distance, qui partent à Alger, Ghardaia. La deuxième partie sud-est est pour les bus interwilayas de petites distances comme Sétif ou Constantine. Il y a aussi la partie ouest pour les taxis collectifs interwilayas. Dans la partie centrale, il y a des taxis qui font le transport local.
La seule entrée de la gare routière s'effectue par la route nationale 3, qui met en communication la ville avec les grandes villes du pays et avec l'étranger.
L'Autoroute Est-Ouest se rejoint actuellement pour Alger via El Eulma par la RN 77 et se rejoint pour Annaba via Constantine par la RN 3.
La Pénétrante de Batna est en travaux depuis 2014. Longue de 62 kilomètres, elle reliera Autoroute Est-Ouest via Chelghoum Laïd avec un profil en 2x3 voies.
Cette pénétrante fera la jonction entre l'Autoroute des Hauts Plateaux et l'Autoroute Est-Ouest, permettant de rejoindre via l'autoroute les autres grandes villes de l'Aurès vers l'Est comme Khenchela et Tébessa et vers l'Ouest pour M'sila, Tiaret et jusqu'à Tlemcen.
L’idée de construire un réseau de tramway avait été déposée en 2007 au ministère des Transports et acceptée dans la même année. L'étude de faisabilité de la ligne de tramway a été confiée à un groupement franco-belge (composé des bureaux d'études Egis-Rail et Transurb), et le projet de réalisation du tramway est confié au groupement sud-coréen Saman.
La première ligne reliera Bouzourane et la nouvelle ville de Hamla via le centre-ville, d’une longueur de 15 km et elle comptera 24 stations.
Une deuxième ligne est proposée par les autorités locales du gouvernement, et elle va relier la gare SNTF à Tazoult sur une longueur de 14 km.

### Quartiers et secteurs urbains de la ville
La ville de Batna se divise en 12 secteurs urbains, chaque secteur a sa propre antenne communale, son bureau de poste. Le quartier historique se trouve dans le centre-ville, composé de l’ancien quartier européen et l’ancien village nègre qui a le nom de Z’mala.

#### Secteurs urbains
Centre-ville
Le centre-ville de Batna est  situé au nord de la ville. Il est considéré comme le cœur historique de la ville. Il y avait une église datant de l'époque coloniale française mais qui a été démolie au début des années 1970. À Batna, on continue à dire place de l'Église ou Soug El Frakh (marché des oiseaux) pour désigner la place ou se trouvait l'église. Tout près de l'ancienne église, se trouve le théâtre régional de Batna qui donne sur la place du marché.
Le centre-ville, c’est aussi plusieurs quartiers : le Stand, le camp, la gare.
Zone industrielle
Créée en 1972, elle est située dans la partie nord-ouest, en périphérie de la ville dans une cuvette et juxtaposée à l’oued El Gourzi, constituée de deux parties ZI1 et la ZI2. ZI1 est créé en 1972 et comprend une usine de textile, une usine SAIDAL, une briqueterie et une tannerie. ZI2 a été construite sur 147 ha en 1976, elle comprend plusieurs unités de fabrications et de services.
Kechida
À l'origine, Kechida  a été bâti sur une parcelle de terrain de 20 hectares qui faisait partie du lieu-dit "Bordj zidane". Bordj Zidane représente toute la partie de Batna située juste derrière "Bordj el Ghoula" et qui englobe les terrains agricoles, la zone industrielle et les habitations nouvellement construites dans le prolongement de l'ancienne Kéchida.
Bouakal
Bouakel ou Bouâakal  est un quartier populaire qui se situe à plus de quatre kilomètres du centre-ville et c’est le quartier le plus grand à Batna en surface et en population qui a vu le jour vers l’année 1945 près du quartier de Z’Mala. Il constitue un pôle très important vu sa densité il abrite environ 61 381 habitants selon les statistiques de 1998 et les prévisions en 2015 sont de 86 235 habitants. Le commerce est très actif dans cette partie de la ville, comme le marché de la Rue H et autres.
Route de Tazoult
Comme l’indique son nom, il est situé sur la route qui mène vers la ville de Tazoult. Il abrite le CHU de Batna et le Musée du martyr de la wilaya en plus du cimetière des algériens morts durant la Guerre d'Algérie et un centre anti-cancéreux.
Bouzourane
Bouzourane  est un ancien bidonville de Batna, qui est devenu un nouveau quartier résidentiel. En 2004 le projet AADL des 1 000 logements a été lancé  et en 2008 a été réalisé.
Zone militaire
La zone ne sert que pour son activité militaire, elle est divisée par la route de Tazoult qui traverse l’autre secteur urbain, Parc à fourrage. La zone militaire existait dès le début de la création de la ville de Batna.
Parc à fourrage
Une banlieue balnéenne à l’est de la ville, elle porte le nom des Frères Lombarkia, mais est plus connue sous le nom Parc à fourrage, où on trouve un nouveau chantier des logements AADL de Batna.

## Toponymie
Batna tient l'origine de son nom, parfois berbérisé en Tabatnet, de l'arabe ﺒﻄﻦ (batn) signifiant littéralement « ventre », mais qui prend le sens, en toponymie algérienne, particulièrement au Sahara, dans les Hauts Plateaux et dans le Tell, de « rebord escarpé d'un plateau », de « vallée plate », ou d'« endroit où l'on observe une halte avant d'entreprendre l'escalade d'une montagne ».
Une autre version assez répandue, mais infondée, voudrait expliquer le nom de la ville par l'acronyme Ba.T.Na, pour Bataillon des Tirailleurs nord-africains.

## Histoire
Pour des articles plus généraux, voir Histoire de Batna, Chronologie de la ville de Batna et Histoire de l'Algérie.

### Avant la colonisation française

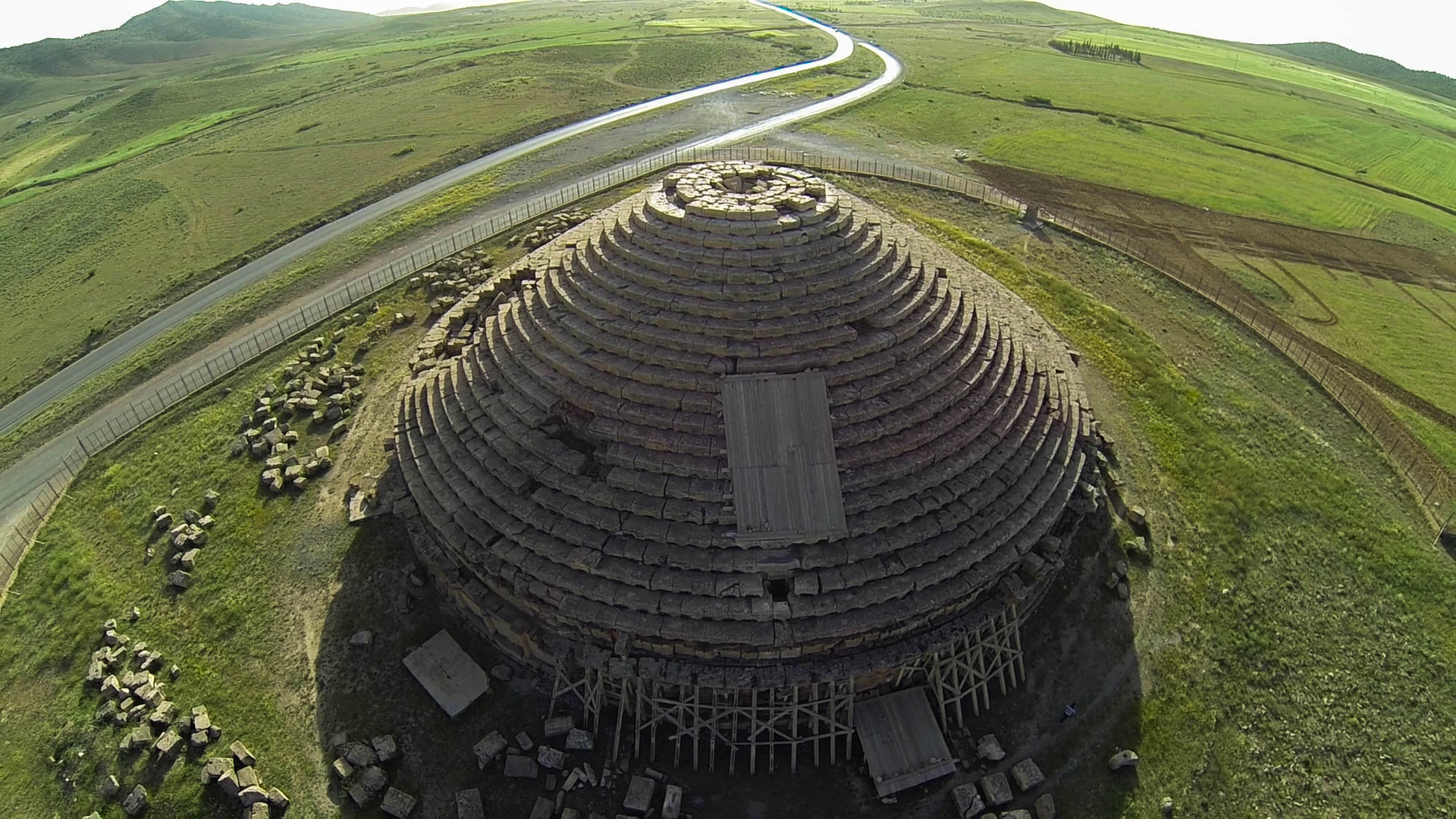
Le Medracen dans les Aurès près de Batna, date de 300 ans av. J.-C. Il s'agit d'un monument numide et du plus ancien mausolée de l'Algérie.

La région de Batna faisait partie de la Numidie et des premiers royaumes indépendants Berbères comme l'atteste le monument de Madracen non loin de la ville. La vallée dans laquelle est installée la ville de Batna faisait jadis partie d'un territoire sous la domination de la vieille ville romaine de Lambèse. Les effets du temps et de l'érosion, notamment des pluies diluviennes et des glissements de terrain, ont peu à peu conduit à l'enfouissement de la ville romaine de Batna et d'une bonne partie des vestiges de la ville de Lambèse.
La vallée était habitée par des Berbères chaouis.
Les Chaouis (en chaoui et tifinagh : Icawiyen, ⵉⵛⴰⵡⵉⵢⴻⵏ, en arabe : الشاوية), sont un groupe ethnique et un peuple berbère originaire d'Algérie, plus précisément situés dans le nord-est de l'Algérie et habitants principalement le massif de l'Aurès, ainsi que les régions attenantes, comme le Constantinois, et la région des Chotts, au total une grande partie de l'Est algérien. Les Chaouis sont le second groupe berbérophone algérien par le nombre de locuteurs et en termes de population après les Kabyles.
Les Ayth Adi, tribu berbère, possédaient la plus grande partie de la terre de la vallée. Les Ayth Sidi Yahia, tribu berbère, habitaient la vallée jusqu'à Lambèse, eux aussi avaient une zaouïa. Les Ayth Chlihs, tribu berbère, étaient également établis dans la vallée et avaient, eux aussi, une zaouïa. Les Haraktas, tribu berbère, avaient des terres pour leurs pâturages et des lieux saints dans cette vallée.
Les routes étaient protégées par toutes ces tribus contre les razzias des autres tribus proches et les attaques ottomanes. Le commerce était prospère dans cette vallée, les gens passaient par cette vallée pour aller à Constantine. Ils venaient de Khenchela, d'Arris, de Menaa, de Biskra, etc. Le voyage durait une journée à dos de cheval ou d'âne. Plusieurs zaouïas étaient, à cette époque, des lieux de visite mystique, de culte des saints.
Cependant la ville de Baitnah a existé avant la colonisation française, ses ruines sont mentionnées par le voyageur britannique Thomas Shaw, dans son récit de voyages publié en 1738,.

### Pendant la colonisation française

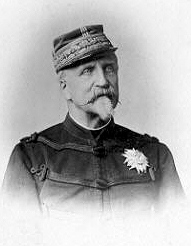
Henri d'Orléans (1822-1897), le duc d'Aumale
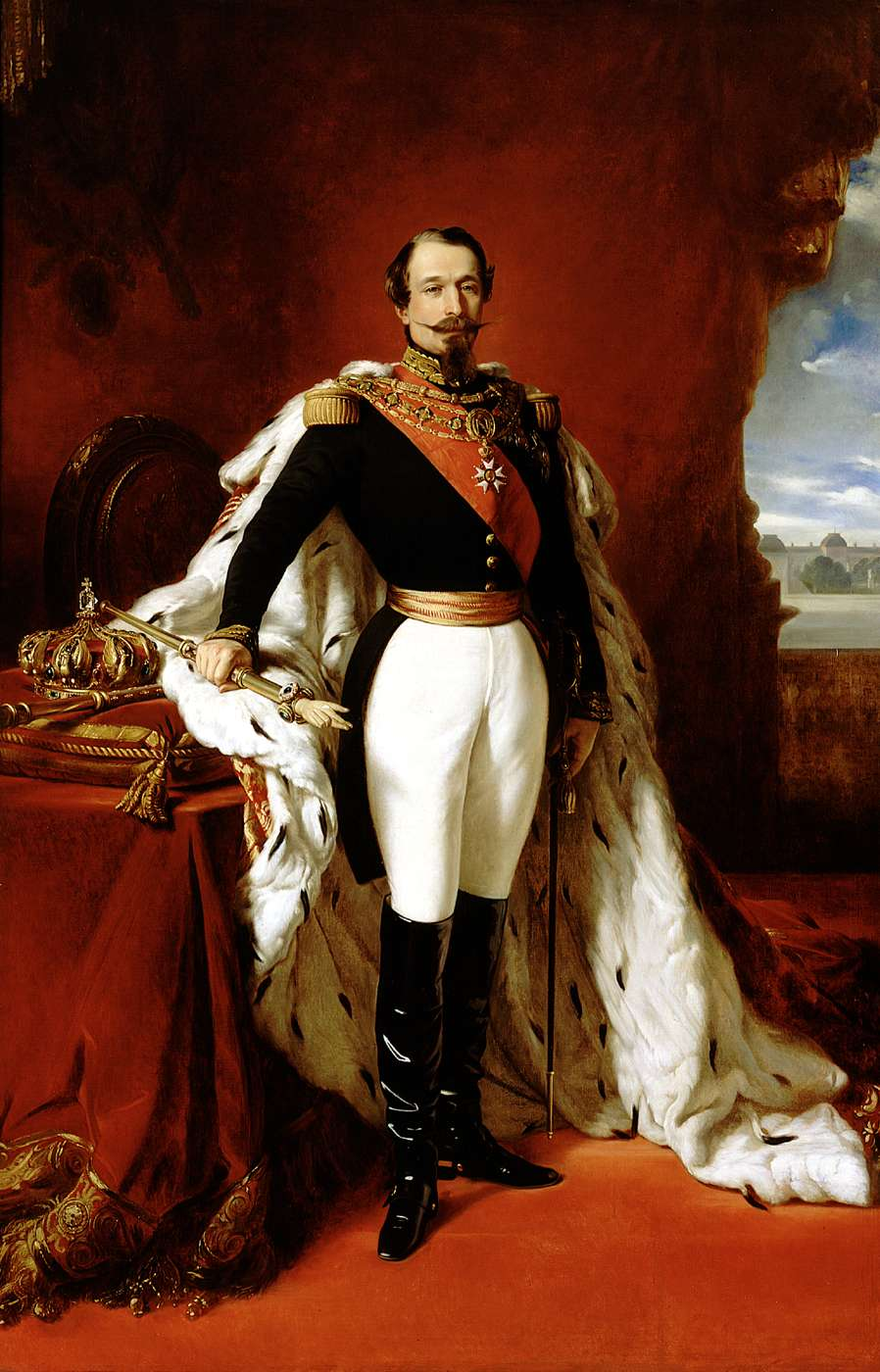
Napoléon III

Le 12 février 1844, près de l'endroit de l'embranchement des routes des Batna-Bemelle et Batna-Condorcet et de la Mella, Henri d'Orléans, duc d'Aumale, lieutenant général de l'armée française menant l'expédition de Biskra, décide de bivouaquer. Se rendant vite compte de la situation stratégique de l'endroit (à mi-chemin entre Constantine et Biskra), l'expédition décida, dès 1844, la construction d'un camp militaire fixe destiné à contrôler les différents axes routiers.
La ville de Batna, anciennement tribu des Ouled chelih, selon le Conseiller rapporteur Urbain. Délimitation de la tribu des Ouled Chelih, cercle de Batna. No 1351. (Séance du 23 janvier 1867), les ouled chelih font partie du cercle et de la subdivision de batna. a l'emplacement sur lequel est bâti ce chef-lieu a été prélevé sur leur territoire.
La ville de Batna a vu le jour sur décret du 12 septembre 1848 signé par Napoléon III.
En 1844, pendant l'expédition de Biskra, on établit au lieu-dit : Ras-el-Aïoun-Batna, (tête des sources de Batna), un camp destiné à protéger la route du Tell au Sahara, et à dominer les montagnes de l'Aurès. La situation était bien choisie, car Batna est à 1 021 m d'altitude. Il se forma peu à peu, autour de ce camp, un centre de population qui prit d'abord le nom de Batna, puis celui de nouvelle Lambèse, en 1848, et qui fut définitivement constitué, par décret du 20 juin 1849, sous son nom primitif de Batna.
Devenue un carrefour incontournable, la ville de Batna se développa rapidement et plusieurs familles vinrent y vivre. Des commerçants sont venus de partout pour y investir et y travailler, des soldats restèrent après leur service pour construire leur vie sur place. Des concessions leur étaient attribuées.
La ville était cosmopolite, il y avait des personnes d'origines et de confessions extrêmement diverses : Chaouis, Kabyles, Mozabites, Soufis, Arabes (originaires de diverses régions d'Algérie et d'autres pays, notamment du Maroc et de Tunisie, etc.), Africain, Kouloughlis, et toutes sortes de métissages entre ces différentes origines ethniques. Ils étaient musulmans pour la plupart, mais il y avait également, avant la guerre d'indépendance, des Juifs d'Algérie et de nombreux Chrétiens originaires de France (de Corse notamment), de Malte, d'Italie, de Sicile, d'Allemagne, et même de Russie. À ce sujet, un proverbe contemporain dit : « Batna réussit à ses étrangers ».
Plusieurs confédérations d'autochtones étaient concentrées dans le vieux Quartier du Camp de la ville et de la Zmela alors que beaucoup d'Européens habitaient le quartier du Stand où vivaient aussi des Musulmans algériens de classes plus ou moins aisées, ainsi que quelques familles de Juifs d'Algérie.
Les écoles, le théâtre, l'hôpital, les cinémas, les jardins, les routes, les installations sportives, les immeubles d'habitation et d'administration, la gare, etc., s'y sont développés et ont été bâtis pendant cette période et restent fonctionnels à ce jour. Il y avait aussi un aéroport de l'armée à Batna qui devenait de plus en plus stratégique du point de vue économique et militaire. L'hôtel d'Orient et d'Angleterre sera construit pour accueillir les touristes avant la Première Guerre mondiale, vers 1885. Quelques célébrités mondiales y ont séjourné comme John Wayne et Mohamed Abdelwahab.
Batna devient en 1957, le chef-lieu d'un département qui porte son nom.

### Guerre d'Algérie

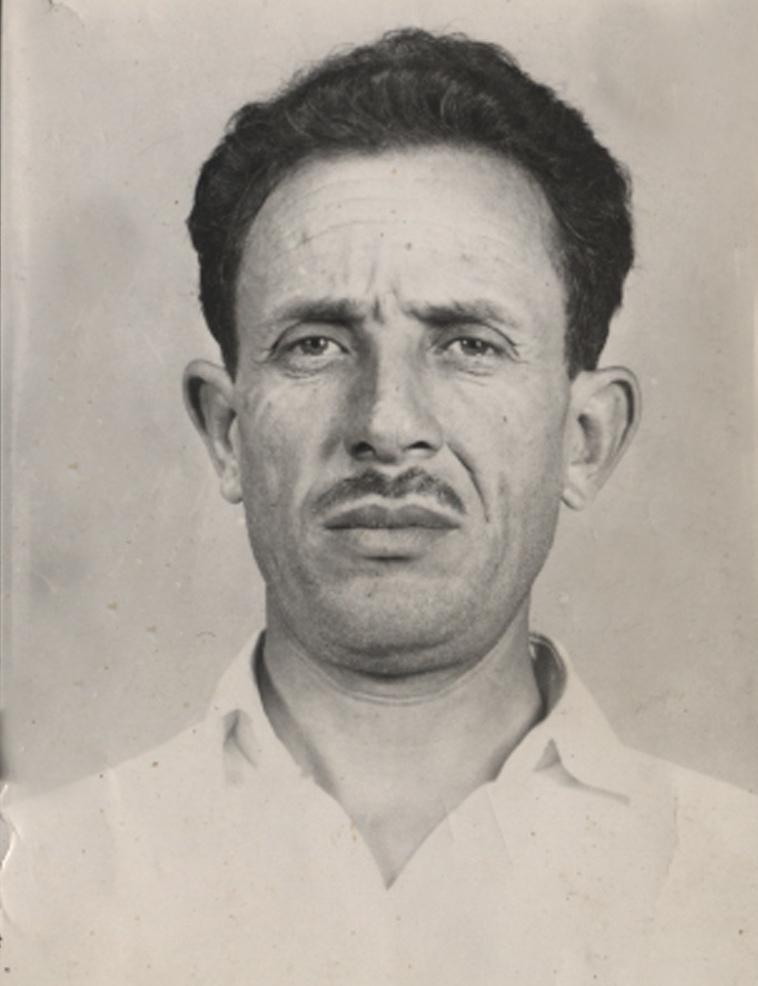
Mostefa Ben Boulaïd.

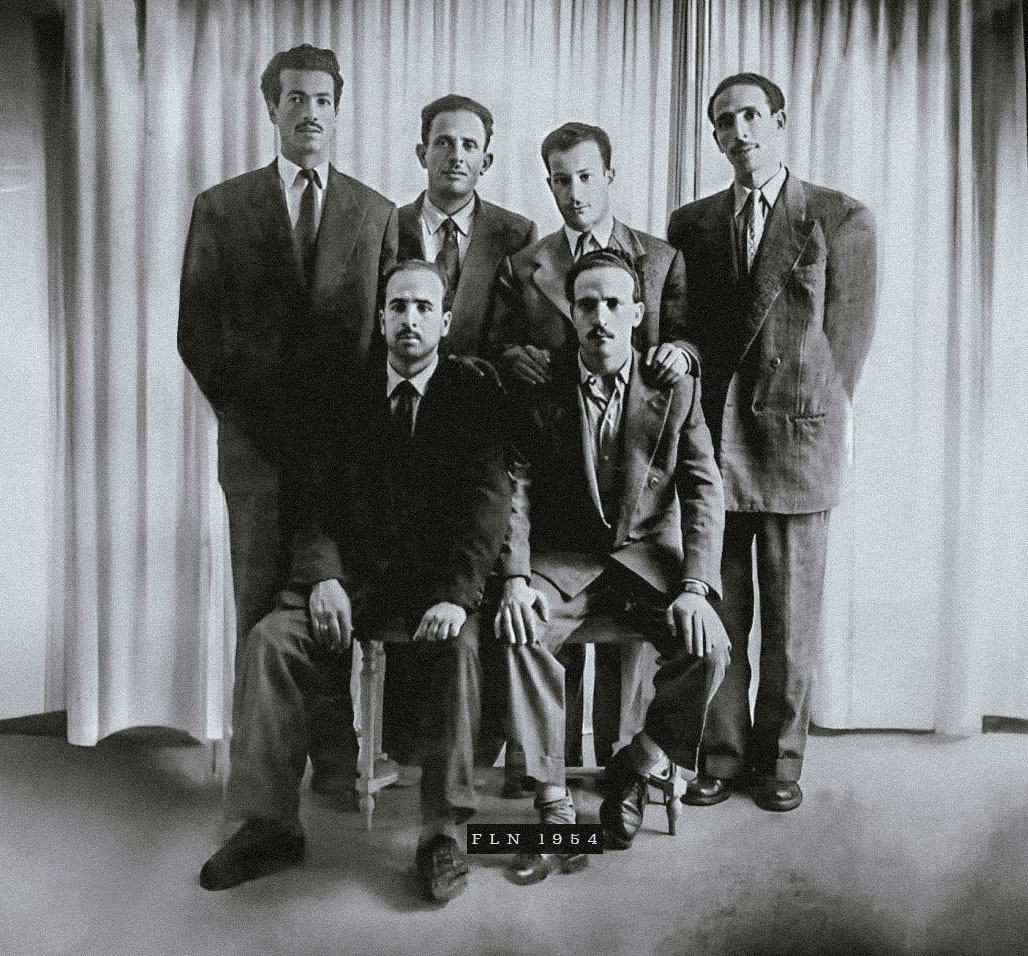
« Groupe des six », chefs du FLN. Photo prise juste avant le déclenchement des hostilités le 1er novembre 1954. Debout, de gauche à droite : Rabah Bitat, Mostefa Ben Boulaïd, Didouche Mourad et Mohamed Boudiaf. Assis : Krim Belkacem à gauche, et Larbi Ben M'hidi à droite.

Se sentant laissés pour compte, les citoyens locaux de la ville se rebelleront contre les autorités françaises dès le début de la colonisation. Avant le massacre du 8 mai 1945, la résistance algérienne contre le colonialisme français s'organise et de nombreux Batnéens adhèrent au Parti du peuple algérien (PPA) de Messali Hadj, aux Oulémas algériens de Ben Badis, ou encore au Mouvement pour le triomphe des libertés démocratiques (MTLD), ainsi qu'au Parti communiste algérien (PCA).
Le 1er juin 1954, la réunion des 22, décida que le déclenchement du la révolution se ferait à Batna. La première attaque de l'ALN en Algérie eut alors lieu dans la nuit de la Toussaint du 1er novembre 1954 quand plusieurs Batnéens dont Bouchemal, Bousseta et Mohamed Tahar Abidi, menés par Mostefa Ben Boulaïd, firent une incursion d'attaque dans la caserne de l'armée française à Batna. Les poteaux télégraphiques furent sciés par les moudjahidines de la ville, c'est le début de la Révolution algérienne,.
Plus de 500 personnes armées de Batna et des Aurès se soulèveront contre l'autorité coloniale ainsi que 1500 agents de liaison. Après une visite dans la région, François Mitterrand, ministre de l'Intérieur de l'époque, se rendit compte du danger que représentait la détermination et le courage des Chaouis pour le devenir de l'Algérie française. Il désigna alors Émile Vié comme sous-préfet des Aurès dans le but de  pacifier  ce peuple, mais son plan fut un échec.
Fief de la Révolution, la région des Aurès, avec Batna comme capitale, Wilaya I de 1954 à 1962, constitua l'une des régions les plus actives durant la Guerre d'Algérie. De nombreuses personnalités militaires s'y distinguèrent, telles que Mostefa Ben Boulaïd, membre important du Comité révolutionnaire d'unité et d'action (CRUA) et « chef historique » du FLN.

### Après l'indépendance

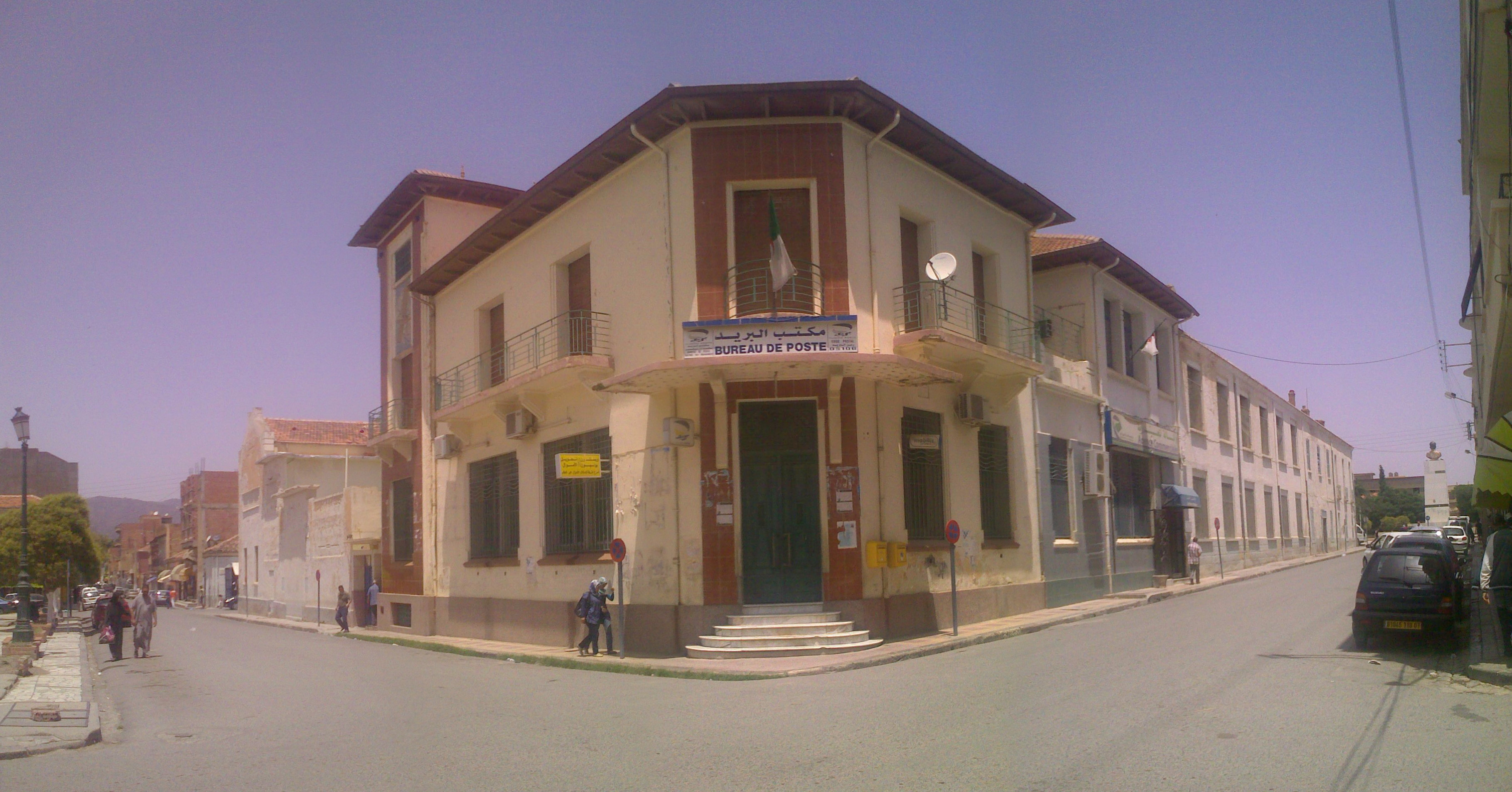
Ancien bâtiment datant de l'époque coloniale utilisé comme bureau de poste.

De 1962 à 1965, Batna garda le découpage militaire de l'ALN : elle était le chef-lieu de toute la région des Aurès. Pendant ces toutes premières années de l'Indépendance, la ville a connu une croissance économique importante.
Pendant le mandat du président Houari Boumédiène (1965 - 1979), plusieurs millions d'arbres seront plantés par les jeunes appelés de l'armée dans les montagnes avoisinant la ville (Kasrou, pic des cèdres ou col de Telmet (forêt de Belezma), Bouarif, Mont Chélia, etc.), pour remplacer les arbres calcinés par les bombardements français.
L'église de la ville fut détruite dans les années 1970 pour être remplacée par une placette en marbre. Le Wali (préfet) ayant décidé cette destruction mourut tragiquement dans un mystérieux accident de la circulation quelques jours après la démolition de l'édifice religieux !
Dans les années 1970, la ville de Batna s'agrandira harmonieusement et se développera grâce au secteur industriel où  plusieurs projets vont aboutir (complexes textile, cuirs, etc.) grâce à la contribution des entreprises de l'État ainsi qu'aux entrepreneurs locaux. Malgré un régime socialiste, la vie à Batna était agréable à tel point que plusieurs cadres de l'État, après une mutation à Batna, décidèrent d'y résider définitivement. Cependant, cette croissance sera brutalement freinée pendant l'ère du président Chadli Bendjedid (1978-1991), d'une part par la corruption naissante et vite généralisée et d'autre part par les conflits d'intérêts tribaux et le clanisme despotique (« بن عميس »). Alors que la ville commençait à manquer cruellement d'eau, de routes et d'espace, quelques travaux de prestige furent réalisés, comme l'édification du stade omnisports du 1er novembre, face au cimetière de la ville, la rénovation du théâtre colonial de la ville, la construction de quelques cités d'habitations et de la maison de la culture ainsi que d'une salle de cinéma (le Colisée), d'une gare routière, etc. C'est aussi pendant cette période que Batna voit sa territorialité administrative nettement amputée : elle n'est plus que le chef-lieu de la Wilaya de Batna  qui ne comprend plus les départements de Khenchela, de Aïn Béïda, de Biskra et d'Oum-El-Bouaghi.
En 1992, Batna fut le théâtre de violents affrontements opposant les forces de l'ordre et l'Armée aux nombreux partisans du Front islamique du salut. La ville se souleva en février 1992 contre le putsch militaire de janvier. Le soulèvement fut écrasé dans le sang par l'armée. Les services de sécurité menèrent une féroce répression et plusieurs centaines de militants du FIS furent tués ou exilés dans les camps du Sud. Ces évènements se sont déroulés lors de la présidence de Mohamed Boudiaf. Par ailleurs, la ville de Batna paya un lourd tribut lors de la guerre civile. La répression menée par l'armée avec de nombreuses opérations de ratissage dans la région pour debusquer les islamistes et les attentats commis par les groupes armés firent plusieurs milliers de victimes en 10 ans.
Les grands travaux furent relancés petit à petit pendant la décennie noire. Ainsi, pour désenclaver les Aurès, l'ex-président algérien, Liamine Zéroual, décida en 1997 la construction de l'aéroport international Mostefa Ben Boulaïd, près du monument Medghassen. Il lancera aussi la construction du barrage de Timgad pour satisfaire la demande en eau potable de la région. La radio publique régionale de Batna fut créée à cette période et ses ondes couvrent aujourd'hui tous les Aurès.
Pendant la décennie 90, un exode massif des populations rurales provoqua une brutale croissance démographique de la population balnéenne, ce qui entraîna une urbanisation anarchique et une congestion du trafic routier, une flambée de l'immobilier; mais surtout il fera accroitre la délinquance juvénile à la fin des années 2000,.
En 2007, les pouvoirs publics relanceront quelques projets de développements restés dans les tiroirs, comme le recouvrement des deux canaux d'eaux usées à ciel ouvert qui traversent la ville et la finalisation des travaux du barrage de Timgad destiné au développement de l'agriculture, dont la construction avait débuté en 1994.
Le soir du 8 septembre 2007, un attentat, revendiqué par Al-Qaida, eut lieu au centre-ville, visant le président Bouteflika, qui y échappa de peu. Il fit de nombreuses victimes : 19 morts et 100 blessés graves.
Pour désengorger le transport urbain de la ville de Batna, une étude de faisabilité pour un projet de tramway a été lancée en 2008. Après plusieurs mois de conflit d'intérêts intra-municipal, des travaux de bitumage des rues et ruelles de certains quartiers de la ville de Batna, d'un coût de 200 millions de DA (2 M€), ont débuté en mai 2009.

## Population
La ville de Batna, et plus largement la région des Aurès, est principalement peuplée de berbères chaouis, souvent trilingues parlant chaoui, arabe algérien et français.

### Pyramide des âges
| Hommes | Classe d’âge | Femmes |
| ------ | ------------ | ------ |
| 0,16   | 85 ans et +  | 0,21   |
| 0,28   | 80 à 84 ans  | 0,28   |
| 0,49   | 75 à 79 ans  | 0,51   |
| 0,7    | 70 à 74 ans  | 0,71   |
| 0,86   | 65 à 69 ans  | 0,87   |
| 1,07   | 60 à 64 ans  | 1,05   |
| 1,75   | 55 à 59 ans  | 1,65   |
| 2,2    | 50 à 54 ans  | 2,19   |
| 2,55   | 45 à 49 ans  | 2,64   |
| 2,88   | 40 à 44 ans  | 3,06   |
| 3,21   | 35 à 39 ans  | 3,26   |
| 3,82   | 30 à 34 ans  | 3,75   |
| 4,85   | 25 à 29 ans  | 4,65   |
| 5,67   | 20 à 24 ans  | 5,61   |
| 5,62   | 15 à 19 ans  | 5,46   |
| 4,89   | 10 à 14 ans  | 4,69   |
| 4,27   | 5 à 9 ans    | 4,11   |
| 5,15   | 0 à 4 ans    | 4,79   |
| 0,03   | nd           | 0,05   |

| Hommes | Classe d’âge | Femmes |
| ------ | ------------ | ------ |
| 0,18   | 85 ans et +  | 0,2    |
| 0,31   | 80 à 84 ans  | 0,28   |
| 0,52   | 75 à 79 ans  | 0,51   |
| 0,69   | 70 à 74 ans  | 0,72   |
| 0,84   | 65 à 69 ans  | 0,86   |
| 0,93   | 60 à 64 ans  | 0,94   |
| 1,53   | 55 à 59 ans  | 1,45   |
| 1,9    | 50 à 54 ans  | 1,92   |
| 2,36   | 45 à 49 ans  | 2,47   |
| 2,68   | 40 à 44 ans  | 2,78   |
| 3,03   | 35 à 39 ans  | 3,12   |
| 3,77   | 30 à 34 ans  | 3,76   |
| 4,89   | 25 à 29 ans  | 4,7    |
| 5,85   | 20 à 24 ans  | 5,69   |
| 6,01   | 15 à 19 ans  | 5,78   |
| 5,28   | 10 à 14 ans  | 5,06   |
| 4,5    | 5 à 9 ans    | 4,32   |
| 5,19   | 0 à 4 ans    | 4,93   |
| 0,02   | nd           | 0,03   |

### Démographie

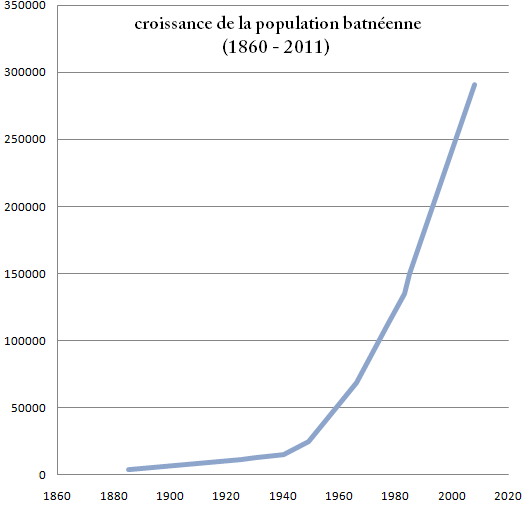
Croissance de la population batnéenne depuis le premier recensement en 1860.

Selon l’ONS, la population de la ville de Batna était de 290 645 habitants en 2008 pour une superficie de 85 km2 soit une densité de 3 419 habitants/km2, l'une des plus fortes d’Algérie. En 2008, l'agglomération définie par l'ONS comprend 61 communes et totalise 1 175 643 habitants.
La population de la ville est relativement jeune : en 2008, selon l'ONS, le pourcentage d'habitants âgés de moins de 35 ans est de
67,35 %.

### Évolution historique
Vers 1860, Batna compte environ 5 990 habitants. sa population augmente considérablement grâce à l'arrivée massive des Européens et des tribus des Aurès qui vivaient dans les villages et petites villes des alentours. À la veille de la guerre d’Algérie, Batna a près de 26 400 habitants.
Dans les décennies suivantes, bien que la ville ait souffert des évènements de la guerre d'Algérie, sa population ne cesse d'augmenter. À l'indépendance de l'Algérie, la croissance démographique s'accentue et la cause de cette augmentation est l'exode rural des populations des campagnes cherchant du travail en ville.

### Graphique de l'évolution démographique
| 1860    | 1885    | 1901    | 1925    | 1930    | 1931    | 1936    | 1940    | 1948   | 1949   | 1954   |
| ------- | ------- | ------- | ------- | ------- | ------- | ------- | ------- | ------ | ------ | ------ |
| 5 990   | 4 000   | 6 900   | 11 000  | 13 000  | 13 600  | 15 500  | 15 000  | 21 700 | 25 000 | 26 400 |
| 1960    | 1966    | 1977    | 1983    | 1985    | 1987    | 1999    | 1998    |        |        |        |
| 53 000  | 69 000  | 112 000 | 135 000 | 181 600 | 150 000 | 242 440 | 247 520 |        |        |        |
| 2000    | 2004    | 2006    | 2007    | 2008    | 2010    | 2025    |         |        |        |        |
| 280 798 | 285 800 | 286 000 | 288 000 | 290 645 | 316 180 | 499 210 |         |        |        |        |

## Administration et politique

### Administration

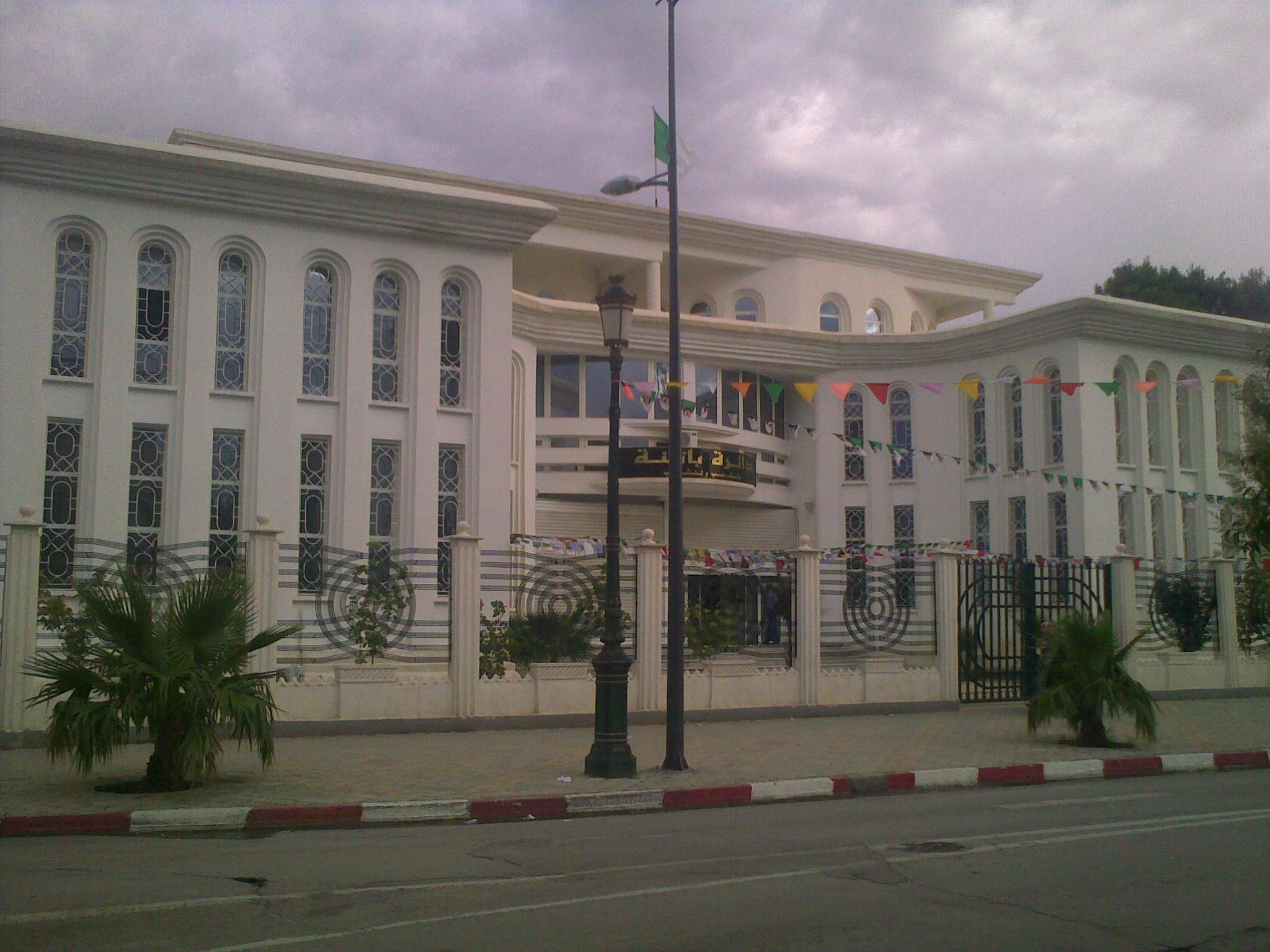
Siège de la daïra de Batna

Batna est le chef-lieu de la wilaya de Batna, et une des communes de la daïra de Batna. Batna abrite les administrations suivante : le siège de la wilaya situé à proximité du O.P.O.W. de Batna, et le siège de la daïra qui se situe dans le nord de la route de Biskra près du quartier de l’Arbi Ben Mhidi. La ville à son tour se divise en APC qui se trouvent dans chaque secteur urbain.

### Éducation
En 1990, le centre universitaire de la ville accède au statut d'Université de Batna Hadj Lakhder. L'université de Batna est classée deuxième en Algérie après Tlemcen. Elle occupe également le 45e rang en Afrique.
La ville possède huit lycées construits après l'indépendance.
Batna a également plusieurs établissements privés et publics dans le secteur de la formation professionnelle ainsi que plusieurs écoles dont l'Institut des Forêts de Batna et l'Institut des Sciences Islamiques.

### Santé
Batna dispose de nombreux hôpitaux et cliniques.
Le CHU de Batna est le plus ancien hôpital de la ville. Il était au service de l’armée coloniale, jusqu'à l’indépendance. Un nouvel hôpital, Touhami Benils, ouvert en 1979, est devenu (CHU) en 1986. Un second service des urgences médicales est prévu au nouveau pôle urbain de Hamla en 2011.
La maternité Mériem Bouattoura a le statut d'établissement hospitalier public régional. Elle se spécialise en gynécologie-obstétrique, pédiatrie et chirurgie infantile et dispose d'une capacité de 266 lits.
La clinique Les Cèdres est un établissement médico-chirurgical privé. Elle exerce le rôle de centre hospitalier régional pour la wilaya et emploie plus de 100 personnes dont de nombreux médecins qui sont les créateurs de la clinique.
Parmi les autres établissements de la ville de Batna, on peut citer : la clinique ORL de Batna, la clinique El-Ihssaniette, la clinique Ibn Sina, la clinique Mouhamed et le centre anti-cancer, construit en 2010, qui dispose de plusieurs structures dont un hôtel de vingt-sept lits pour les garde-malades.

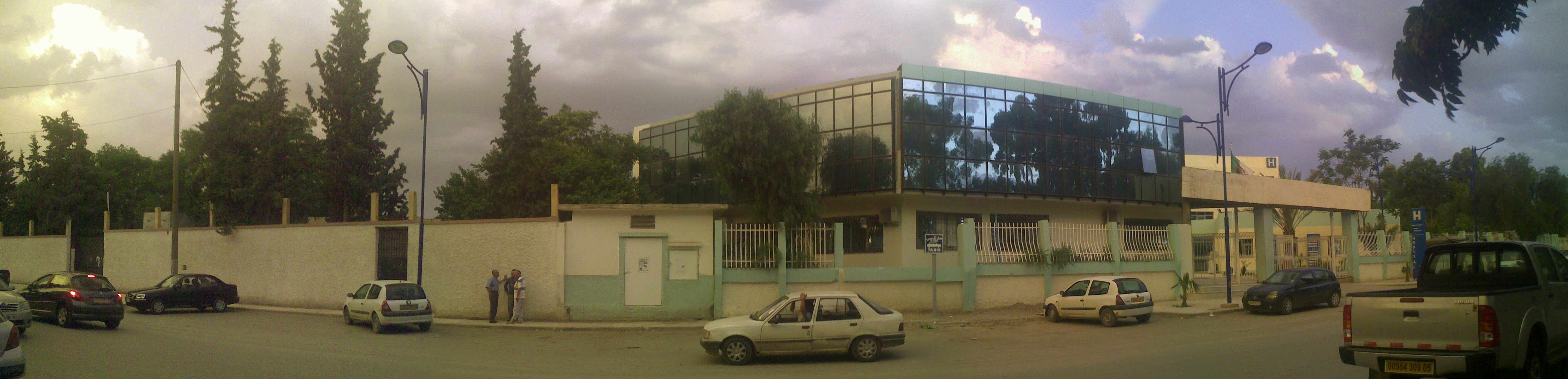
La maternité Mériem Bouattoura

## Économie

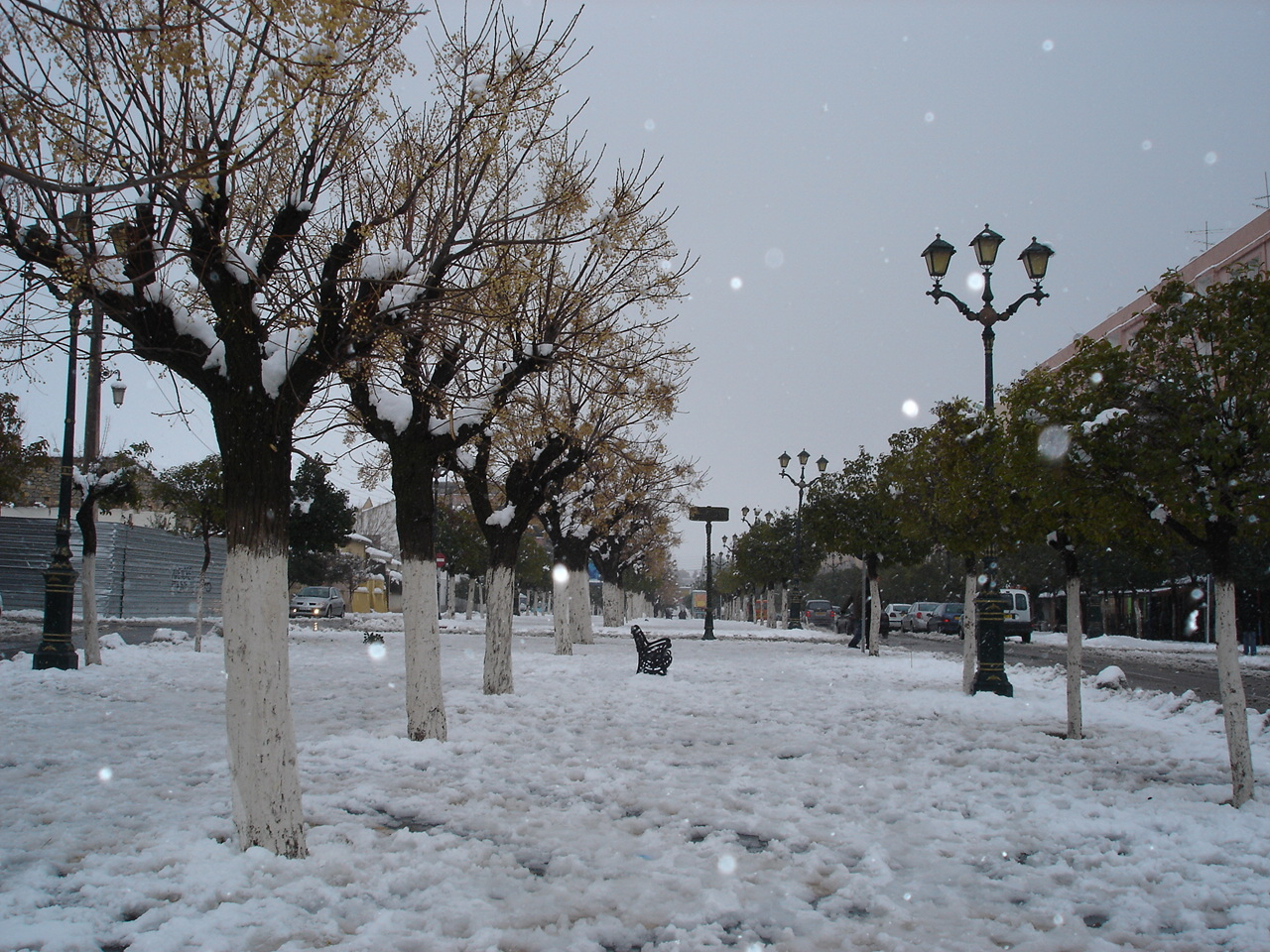
Les allées Ben Boulaid, ex allées Bocca à Batna

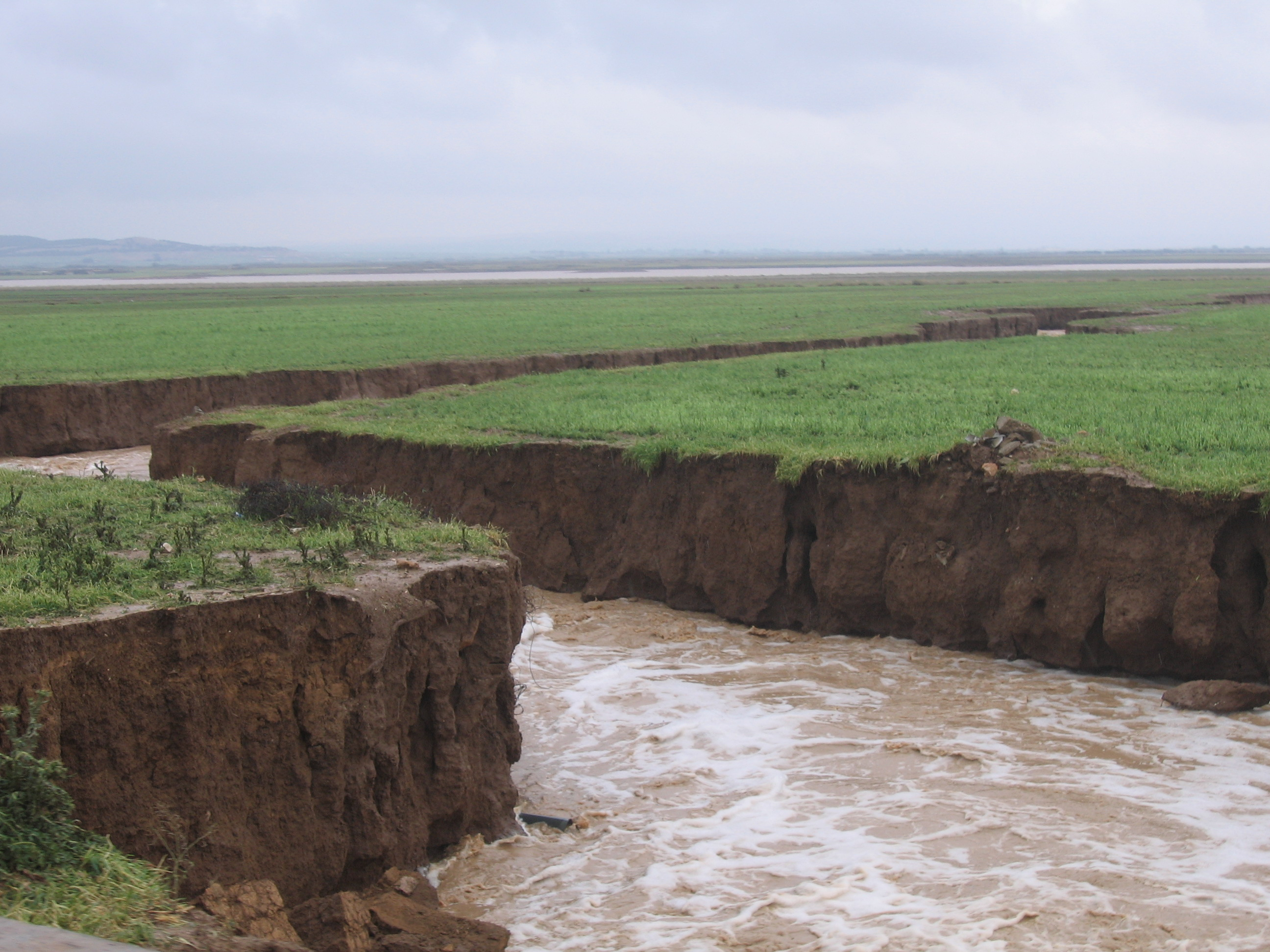
Oued Caroubi aux environs de Batna, l'agriculture est importante dans la région de Batna

D'après la Chambre de Commerce de la Wilaya, la ville de Batna serait active à travers toute la wilaya.
Plusieurs possibilités de formation sont offertes à l'Université de Batna ; il existe aussi neuf centres de formation professionnelle ainsi que des centres de formation privés.
Plusieurs établissements privés proposent des connexions Internet. En matière de santé publique, il existe à Batna plusieurs centres hospitaliers privés et publics.
Le secteur hydraulique tourne à plein régime afin d'alimenter la ville et ses alentours : 1 191 710 m3 sont ainsi fournis annuellement. La zone industrielle (Gadaine), couvre une superficie de 4 000 m2. Plusieurs usines sont implantes dans la région couvrant des industries diverses: cuir, construction, pétrochimie, produits pharmaceutiques, métallurgie, etc.
35% des terres de la wilaya de Batna sont consacrées à l'agriculture. 

## Patrimoine
|                                               |  |                                             |
| Pierre inaugurale de la ville le 20 juin 2013 |  | Pierre inaugurale de Batna fin années 1990. |

Plusieurs sites archéologiques essaiment la région de Batna comme la cité antique de Lambèse ; le mausolée de Madracen datant de 300 ans av. J.-C. ; la ville de Timgad qui fut la capitale l'Afrique romaine sous Trajan, les vestiges de Diana Veteranorum Zana Amellalet (ou Zana El-Baïda) ; l'arc de triomphe de l'Empereur romain Macrin ; la ville de N'Gaous, ancienne cité romaine où se trouvent, selon la légende locale, les tombeaux des sept dormants dans une des plus anciennes mosquées des Aurès ; le site de Merkounda où repose la reine berbere Kahena (selon la légende locale) ; les dolmens de Chemora et de Seriana ; le massif montagneux de Belezma ; le Ksar des Mazatas et l'ancienne ville et capitale Tobna Barika ; le bassin romain d'Arris ; la splendeur des grottes troglodytes de Ghoufiet de Maafa ; des greniers servant à garder la nourriture qui datent de milliers d'années, les gorges majestueuses d'El Kantara entre Batna et Biskra ; l'ancienne ville de Maghra; la place publique dédiée au souvenir du début de la guerre d'Algérie ainsi que les deux statues érigées à l'effigie de Mostefa Ben Boulaïd et de Mohamed Tahar Abidi ; le musée du Moudjahid et de l'Armée ainsi que le mausolée dédié au chef du FLN local, mort au combat durant la guerre: Mostefa Ben Boulaid dans la commune d'Arris.

### Autres festivals et salons
- 1re édition du Festival culturel national du théâtre amazigh de Batna du 10 au 18 décembre 2009[51],[52].
- 6e Festival national de chant le 4 mai 2010.
- Salon de la vache laitière d'El Madher chaque année.

### Parcs et jardins

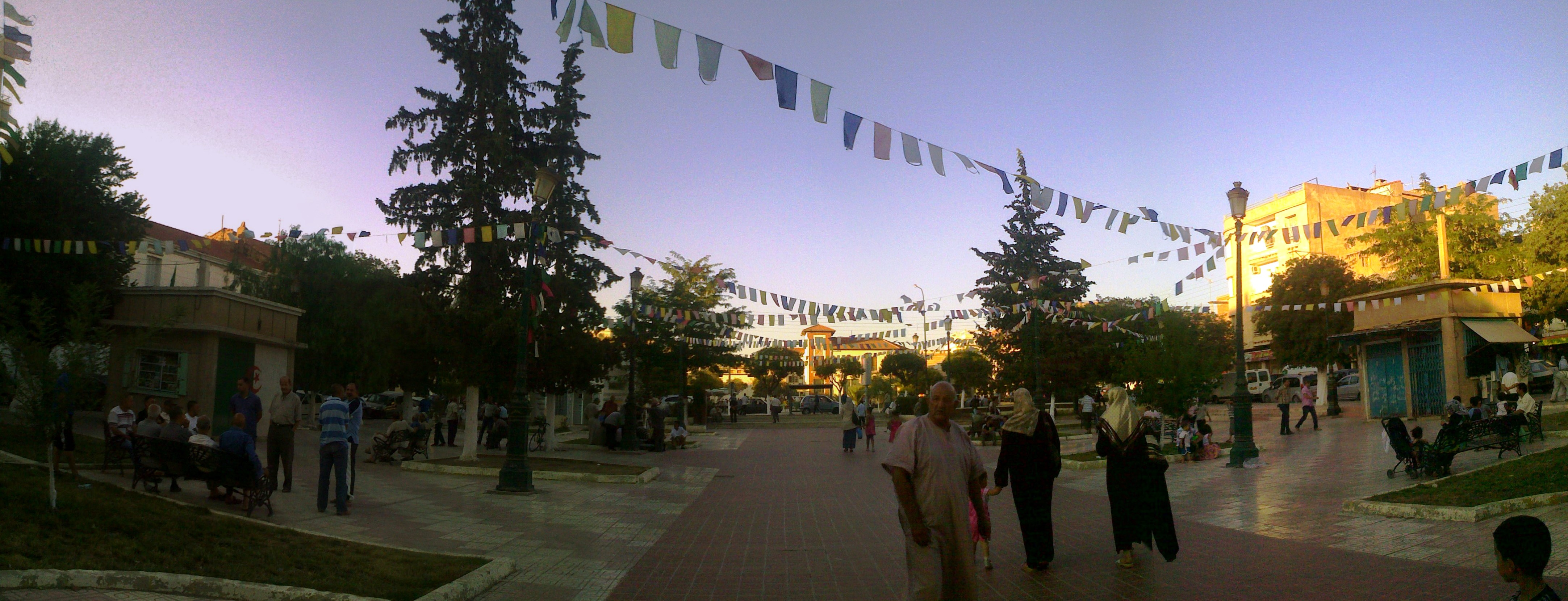
Le jardin du théâtre régional de Batna.

On trouve des jardins anciens dans le cœur de Batna, comme celui du Théâtre régional de Batna qui a été créé en 1899 la même date de la création du TRB. Les jardins publics des allées Mostefa Ben Boulaïd, ex allées Bocca au nord dans l’ancienne ville. Le jardin de la place du martyr avec sa fontaine, et juste à proximité de la maison de la culture Mohamed Laïd El Khalifa de Batna se trouve un autre jardin.
Depuis les années 1970, plusieurs espaces verts ont été aménagés dans la ville. Le Centre annexe du Parc national de Belezma à Batna qui porte le nom du jardin de la Verdure imaginé par un architecte paysagiste polonais, le jardin du 1er novembre 1954 situés respectivement à côté de la grande mosquée 1er novembre 1954. Le parc national de Belezma créé par le décret présidentiel no 84/326 du 3 novembre 1984, se déploie du sud-ouest au nord–est à proximité de la ville de Batna, il correspond à un chaînon montagneux marquant le début du massif des Aurès. Il s’étend sur une superficie de 26 250 hectares et représente un territoire de configuration allongée. Il y a aussi le jardin de la pépinière situé sur la route de Constantine en face du quartier des 20 août. Dans le quartier la Gare il y a un petit jardin entre les Bâtiments et sur les allées Mostefa Ben Boulaïd.
Le parc de Kadri à Fesdis, offre un espace de jeux et de tranquillité pour les familles. Le parc d'attractions Lompi Family Park à l'intersection des routes Batna-Sétif, Batna-Constantine, possède 25 attractions et est fréquenté par les familles batnéenne et par la population des wilayas des alentours. À proximité de la ville de Batna, on trouve le parc naturel de Kasrou.
En dehors de la ville, s'offrent plusieurs parcs dont certains d'envergure internationale comme le parc animalier de Djerma et le parc zoologique d'El Madher.

### Musées
- Musée du martyr de la wilaya de Batna

### Cultes

#### Mosquées
Batna compte un grand nombre de mosquées, la mosquée Al-Atik la plus ancienne de la ville, situé en plein centre-ville, les Batnéens ont la tradition de tenir des cérémonies funéraires dans cette mosquée, le 7 septembre 2007 un attentat qui visait le président Bouteflika a été commis devant la mosquée. la grande mosquée 1er novembre est considérée comme étant la plus grande du pays, pouvant accueillir jusqu’à 30 000 fidèles, située sur la route de Biskra. On peut également citer parmi les mosquées de la ville la Mosquée Er-Rahman dite la Mosquée Chaib Ainou, la mosquée Ibn-badis située aussi sur la route de Biskra, la mosquée El Ansar proche du musée du martyr de la wilaya de Batna et du Cimetière des martyrs de la révolution algérienne, la mosquée Abou Bakar Es-Sediq, et une mosquée mozabite située près du Théâtre régional de Batna.

#### Synagogue
Il y avait une synagogue à Batna jusqu'au 2 juillet 1968 quand elle fut déclarée bien de l'État, elle se trouve sur la rue Grine Belkacem et sert de centre de documentation et de diffusion pédagogique. C'était une synagogue moderne, qui n'avait remplacé que quelques années auparavant l'ancienne synagogue située sur la même rue et affectée en 2014 à une association de formation féminine.

#### Église
L'église de Batna avait été construite à partir de 1855 et consacrée en 1863. Elle recevait des fidèles jusqu'en 1970, année où elle a été démolie par la municipalité de Batna. Les catholiques de Batna n’ont plus d’église, ils disposent cependant d'une paroisse (catholique) devant l’ancienne place de l'église détruite.[réf. nécessaire]

### Cimetières
- Cimetière des algeriens morts durant la Guerre d’Algérie, situé à la sortie sud-est de Batna ville, proche du musée du martyr de la wilaya de Batna.
- Cimetière musulman: Il est situé à Bouzourane, près d’une caserne militaire[55]. Bientôt saturé, un nouveau cimetière devrait être construit à la cité Lombarkia (anciennement « parc à fourrage »), sur une superficie de trois hectares sur un terrain qui a servi de cimetière bien avant la guerre de libération[56].
- Cimetières chrétiens et juifs: le cimetière chrétien d'El Madher a été transféré à Batna en 1972. Sa superficie est d’environ deux hectares, dans le cimetière se trouve le monument aux morts qui a été déplacé de ex-allées Bocca. Le cimetière juif, d’une superficie d’environ 2 500 m2, est séparé de la partie chrétienne par un mur d’enceinte[57].
- Cimetière musulman de rite mozabite, qui se trouve près du cimetière municipal musulman, on peut y accéder depuis une petite porte et avec une clef que seuls les mozabites de Batna possèdent.
- Cimetière chinois.

### Bibliothèques
Batna possède trois bibliothèques communales reparties dans plusieurs quartiers de la ville Bouakal, Kichida et Bouzourane; l'ex bibliothèque de l'Abattoir est devenue centre culturel.

### Théâtres et salles de spectacle
Le plus ancien théâtre et salle de spectacle de la ville est le théâtre régional de Batna, il date de 1899. Sa capacité d'accueil est de 435 places. Il se trouve en plein centre-ville. La maison de la culture Mohamed Laïd El Khalifa de Batna est dotée d'une autre salle de spectacle de qualité. Il y a aussi une autre salle dans la région de la cité Chikhi; le stade scolaire de Drana près de la piscine municipale qui se trouve au début de la route de Biskra a aussi un espace prévu pour des soirées et des concerts de musique. La réplique exacte de l’amphithéâtre de Timgad à Batna se trouve à Kechida. Le nouveau complexe culturel, sportif et de loisirs scientifiques, abrite un théâtre de plein air pour des festivals organisés en ville.

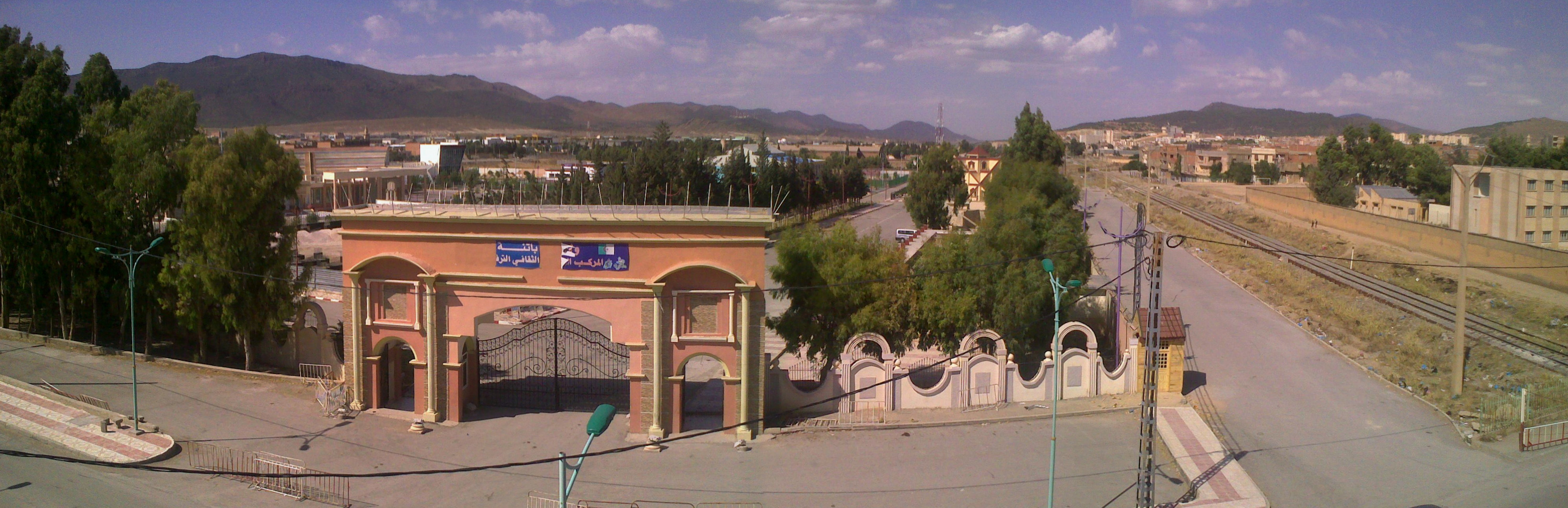
Entrée du complexe culturel, sportif et de loisirs scientifiques de Kechida

### Batna en littérature
Batna a été déjà citée dans les écrits du voyageur britannique Thomas Shaw, dans son livre qui fut publié en 1738,.
Depuis la période de la guerre d’Algérie, les écrivains s'attachent davantage à décrire la réalité de leur temps comme Jean-Pierre Marin dans son livre Au forgeron de Batna, qui retrace l'histoire de son père, Aimé Marin, forgeron à Batna dans cette époque critique de Batna. le père Philippe Thiriez qui a vécu 41 ans en Algérie, à Batna, a publié beaucoup de livres dont son ouvrage "en flânant dans les Aurès" qui trace l’histoire de Batna de sa fondation aux années 1980.
La cryptanalyste et écrivaine américaine Elizebeth Friedman a écrit un livre de 190 pages sur les juives de Batna, depuis leur arrivée dans la ville et tous les détails de leur vie à Batna.
Jean-Noël Pancrazi relate dans ses romans Madame Arnoul et La Montagne, les souvenirs de son enfance à Batna et ce qu'il vit de la révolution.

## Vie quotidienne

### Activités artistiques et culturelles
La ville de Batna possède un institut régional de musique ou se produisent de jeunes artistes et des groupes de musique tels que Tafert, Numidas et l'orchestre philharmonique des Aurès. La ville organise annuellement plusieurs événements culturels : expositions d'œuvres d'art, congrès, etc. En 2007, elle a célébré la semaine culturelle, qui se déroule chaque année en accompagnant les festivités de l’événement : Alger, capitale de la culture arabe. Elle possède aussi une école des beaux-arts, ou beaucoup artistes ont revelé leurs talents à l’échelle nationale.
Un complexe culturel et sportif est en cours de construction. Il comportera une bibliothèque et un théâtre de verdure.

#### Cinéma
Le film Mostefa Benboulaïd, d'Ahmed Rachedi, entre 2006 et 2007 : un film sur Mostefa Ben Boulaïd. Tourné dans le cadre de la manifestation "Alger, capitale de la culture arabe 2007", il est produit avec la collaboration du ministère des Moudjahidines (Anciens combattants) , le ministère de la culture et l'entreprise "Missane Balkis films", la Maison jaune (2008), Amor Hakkar nous montre une Algérie empreinte de bonté en un film sensible tourné avec le cœur.

#### Musique
Pour un article plus général, voir Chaoui (musique).
Plusieurs groupes de musique sont issus de la ville de Batna ou de sa région, notamment les groupes EsSaada, fondés entre autres par Amira Ameur. La Troupe EsSaada n'était pas seulement un orchestre mais aussi une école de formation d'acteurs de théâtre, plusieurs pièces ont été créées dans les années 60. L'orchestre fut aussi une véritable école de musique. C'est de ce creuset qu'ont émergé Mourad Benkhalfa et Tayeb Benderradji (Chanteur Chaabi), vivant actuellement en France. Un autre orchestre a émergé durant les années 1990 : l'orchestre « Chelia » de Batna dirigé par Guerfi Hicham, il a accompagné les chanteurs de la région.
Il y a aussi les troupes de Rahaba, le Diwan ainsi que la fameuse troupe d'el Bahja du malouf qui a pour chef Hachani Youcef (dit Hamid). Plusieurs chanteurs ont abandonné la scène médiatique après avoir eu un grand succès en Algérie comme Youcef Boukhantech, Le groupe Kahina avec Bouamra, Hakim El Batni, Mourad Benkhelfa, Boudjniba, Nezzar Nouari, Jamel Bensbaa, le groupe Kimmel, etc. D'autres émergent dans différents styles, chaouis moderne, classique ou autre genre comme Katchou, Abdelhamid Daas, Salim Souhali, Amirouche Ighounem, Messaoud Nedjahi, Mihoub Abdeslem, Nouari, Massinissa (chanteur), Badis Messaoudani, Adel Guemguem, Aïssa Brahimi, etc. Au XXIe siècle, plusieurs groupes chaouis passent à la Radio Aurès et organisent des galas comme le groupe Tafert avec Ishem Boumaraf.
Les femmes, Markunda Aurès, Dihya (chanteuse), Houria Aichi, Nadia Tachaouit, elles ont immigré vers l'Europe, Massilia, chanteuse en langue chaoui a arrêté de chanter en 2002 et travaillait à la Radio Batna. Plusieurs nouveaux groupes ont produit des albums par la suite soit dans le traditionnel ou le moderne dont Ishem Boumaraf pour la chanson chaoui.

### Médias

#### Radio
La première émission de la radio de Batna destinée au public date du 29 décembre 1994. Radio Aurès est la seule radio dans la ville de Batna et dans toute la wilaya, devenue depuis Radio Batna ; elle diffuse des informations à caractère régional en deux langues chaoui et en arabe algérien.

#### Presse écrite
La presse batnéenne est représentée par la revue, Batna Info, une revue mensuelle socio-culturelle emblématique de la ville. Son siège se trouve dans le quartier de Bouakal. La revue est aussi diffusée dans toute la wilaya de Batna. THAMUGADI, le journal annuel de la Fondation Auressienne des Sciences, Arts et Culture est édité lors de chaque édition du Festival international de musique de Timgad. Aures News est une revue hebdomadaire régionale publiée en version papier et possède une version électronique en langue arabe, basée dans la ville de Batna en Algérie.

### Sports
Pour un article plus général, voir Sport à Batna.

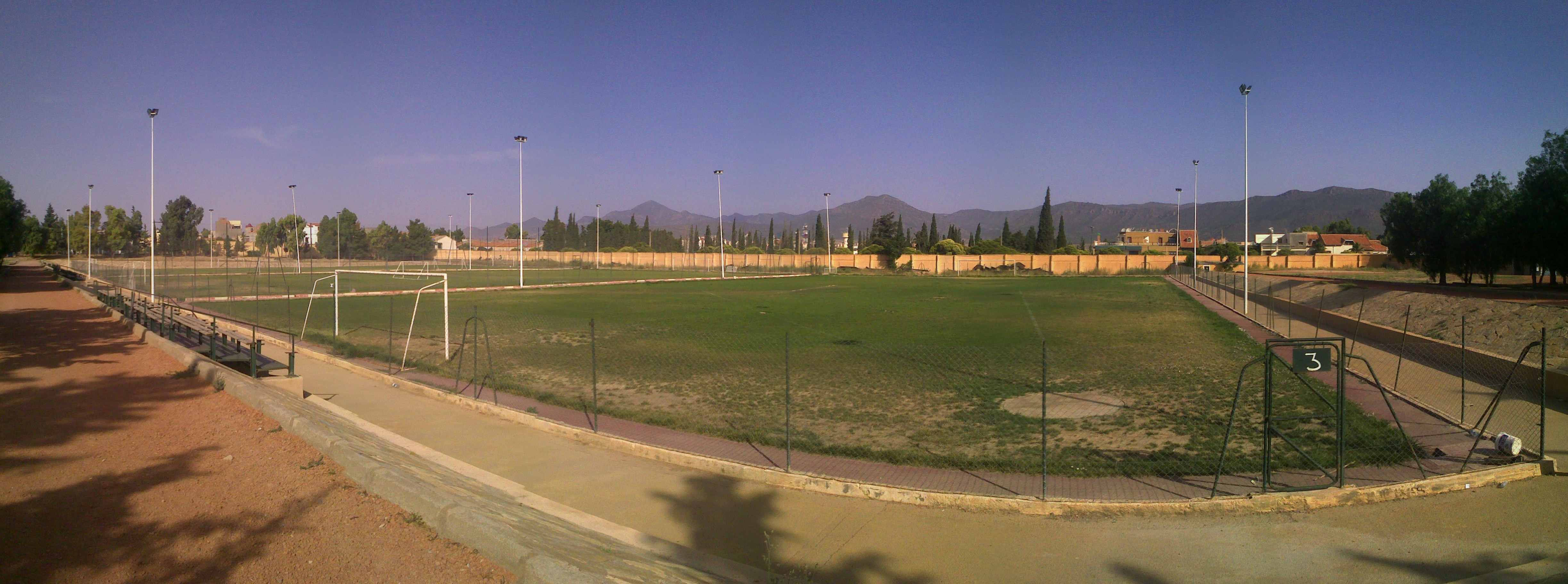
Terrain d'entrainement du stade du 1er novembre

La ville organise plusieurs activités liées aux divers domaines sportifs : marathon, cyclisme, tournois sportifs, scouts, etc.
Plusieurs disciplines sont pratiquées sous forme de tournois : football; basketball avec l'Olympique de Batna créé en 2004 ; handball ; volley-ball ; pétanque ; cyclisme ; jeux d'échecs ; haltérophilie ; équitation ; fantasia ; judo ; athlétisme ; natation ; etc.
En handball le MSP Batna  a été sacré champion d'Afrique en décembre 1995 à Cotonou (Bénin), et champion d'Algérie en juin 1996. Cette équipe demeure la seule titrée de la wilaya de Batna, tant sur le plan national qu'international.
La ville de Batna possède trois stades de football, dont l'un aux normes internationales, les deux autres aux normes nationales. Deux principaux clubs existent le CA Batna et le MSP Batna.

### Gastronomie batnéenne

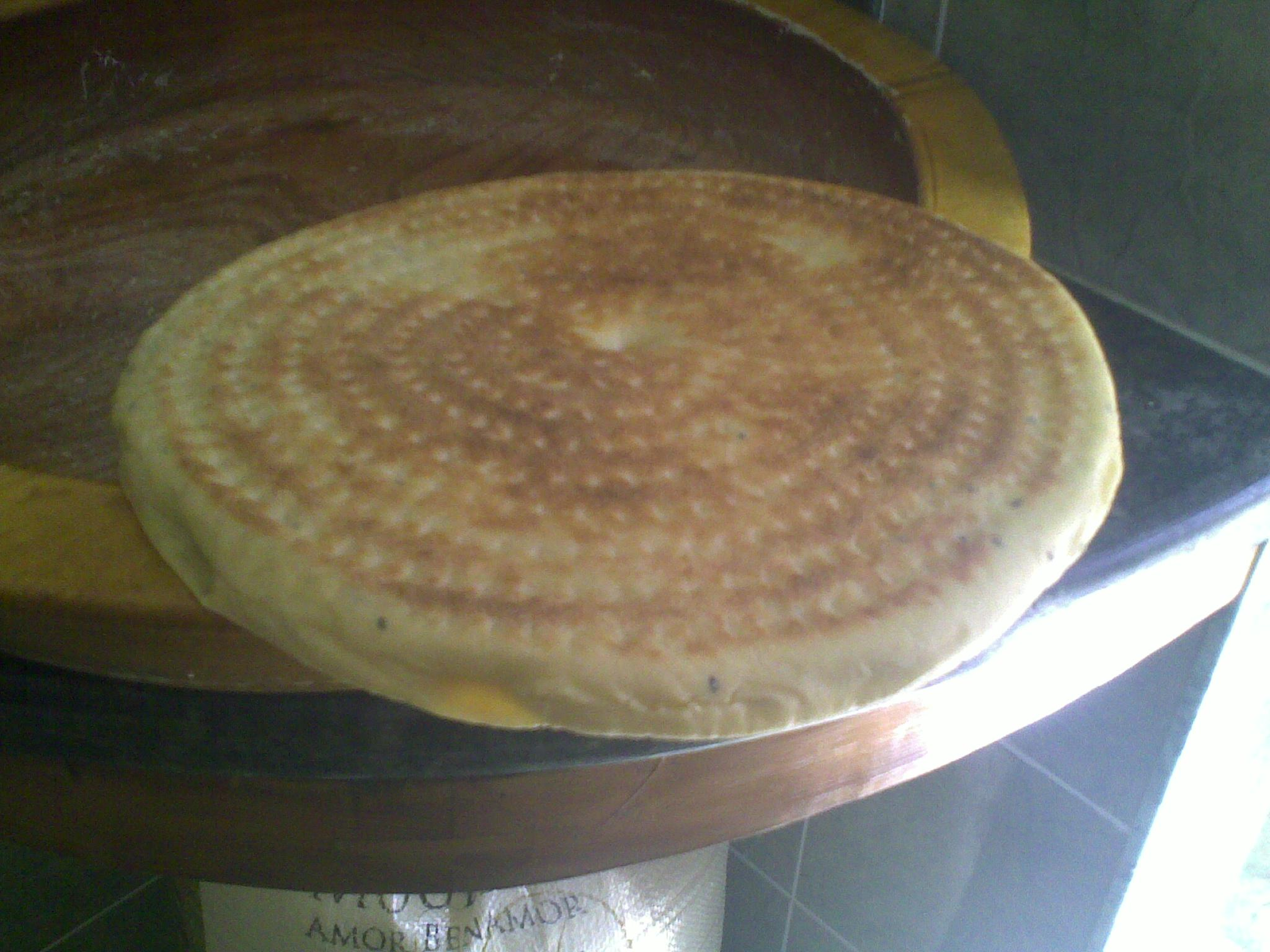
la Kesra fait maison.

La galette (aghroume) ou tout simplement la kesra, joue un grand rôle dans l'alimentation chaouie. Il s'agit d'une sorte de pain. Elle entre dans la composition de certains plats, et elle est préparée dans chaque famille batnéenne et des Aures. La Kesra khmira (aussi appelé Matlou3 dans d'autres régions) qui se fait avec de la semoule, farine et de la levure est d’une grande épaisseur. On retrouve aussi une autre sorte de galette qui s’appelle rekhssesse ou en chaoui erakhssisse, une galette fine faite avec de la semoule, de l'huile, levure et aromatisée avec de la nigelle.
La chakhchoukha est un mets de fête se composant de pâte émiettée, (du berbère chaoui chakhchakh qui veut dire émietter), arrosée de sauce rouge à la viande, épicée, de pois chiches et dans quelques régions, de courgettes, de carottes et de navets, ou encore de pommes de terre, et généralement servie avec du petit lait (leben). La variété la plus fréquente et la chakhchoukha oumerrzaiem.
À Batna on peut déguster beaucoup de boissons, on trouve la limonade Maika et aussi la boisson gazeuse ES SAFIR, Batna compte 111 fabriques de boissons gazeuses recensées en 2009. Il y  a aussi le jus de fruits de N'gaous qui est très utilisé dans la région. On prête à l’eau minérale de Batna des qualités digestives remarquables.

## Personnalités liées à Batna

### Personnalités politiques
- Chikh Mahmoud Louai
- Redha Malek, Premier ministre du gouvernement algérien de 1993 à 1994.
- Khaled Nezzar Général Major, Ministre de la défense de 1990 à 1993, membre du Haut Comité d'État de 1992 à 1993
- Liamine Zéroual, Président de la République algérienne de 1995 à 1999.
- Ali Benflis, Premier ministre du gouvernement algérien lors du premier mandat du président Abdelaziz Bouteflika. En 2004, il a été candidat à l'élection présidentielle.
- Abdelmalek Nourani Ministre de l'aménagement du territoire (1984 à 1988) Ambassadeur à Prague (1989 à 1993)  Wali d'alger (2000 à 2004) Consul général à Lille (2005 à 2011)
- Amar Mellah, personnalité politique algérienne, un des initiateurs du coup d'État raté contre le président Houari Boumédiène en 1967[77]
- Jules Carde, né à Batna en 1874, a occupé le poste de gouverneur général de l'Afrique occidentale française et de l'Algérie française.
- Pierre Albertini, homme politique français, né à Batna en 1942.
- Alfred Malpel, maire de Batna et président du club sportif l'AS Batna[78].
- Abdelkader Cadi, député à l’Assemblée nationale en 1951 et en 1955.

### Personnalités militaires
- Mohamed Tahar Abidi, dit Hadj Lakhder (l'Université de Batna porte son nom), responsable de la première région militaire de l'armée de libération nationale algérienne (ALN) durant la guerre d'Algérie. Lors de l'indépendance, il avait un rôle dans les décisions importantes concernant la ville.
- Merarda Mostefa Benoui, chef par intérim de la Wilaya I pendant la Guerre d'Algérie en avril 1959 jusqu'en avril 1960[79],[80]. Après l'indépendance, il occupa plusieurs postes au sein de l'État (attaché militaire à Bagdad, directeur de l’école des cadets de Tlemcen, député à l’ANP (1976-1982), membre du conseil national des moudjahidines (1990-2007))[80].
- Christian Sarton du Jonchay, militaire français

### Personnalités sportives
- Rabah Saadane, entraineur de l'équipe d'Algérie de football en 1982, 1986, 2004 et en 2010.
- Hamma Melakhsou, ancien joueur de football à l'AS Batna puis du MSP Batna et footballeur international algérien, titulaire dans l'équipe d'Algérie de football dans les années 1960 avec 37 sélections. Il a été maire de la ville.
- Brahim Guellil, l'un des meilleurs entraineurs algériens, il a entrainé entre autres le CA Batna, le MSPB Batna, le CS Constantine, l'USM Annaba, l'US Biskra, le MCE El Eulma, le CRB Ngaous, décédé le 1er juin 2007 à Batna, son enterrement a rassemblé environ 70 000 personnes amis et proches du défunt[81].
- Mme Guellil née Guezlane Rebaia, star de l'athlétisme algérien des années 1960, première médaillée de l'après indépendance en Algérie lors des jeux maghrébins de Casa et lors des jeux méditerranéens de Tunis 1967. Championne du sprint des haies et du saut en longueur. Médaillée du Mérite olympique algérien (cf. Athlétisme en Algérie).
- Le docteur Hamdikene, médecin sportif de l'équipe de Batna[78]
- Salim Aribi, ancien footballeur international algérien
- Fodil Madani, né à Batna[82], boxeur 52 kg professionnel (super coq), champion actuel en titre algérien[Quand ?]. Il a combattu aux États-Unis, en France, en Angleterre, en Italie et en Espagne. En août 2009, il a combattu pour la ceinture WBA catégorie 52 kg face au Burkinabé Alexis Kaboré, mais a été disqualifié par l'arbitre pendant le combat[83],[84],[85].
- Lazhar Hadj Aissa, footballeur algérien, né à Batna en 1984.
- Jamo Nezzar (en), est né à Batna le 6 décembre 1966. Son vrai nom est Djamchid Nezzar, un bodybuilder professionnel et le fondateur de JamCore Training aux États-Unis.
- Salah Beddiaf (1931-2020), athlète, né à Batna
- Abdelhalim Guidouh, footballeur algérien.
- Mohamed Raouf Khenab (1984-), footballeur algérien.
- Salah Sahraoui (1984-), footballeur algérien.
- Mohamed Lokmane Hadjidj (1991-), footballeur algérien.

### Personnalités littéraires, culturelles et artistiques
- Joseph Ebstein (1881-1961), sculpteur, né à Batna.
- Mohamed Laïd Al-Khalifa, poète a enseigné à Batna dans les années 1940 et y est décédé en 1979.
- Mohamed Demagh, sculpteur, né le 4 juillet 1930 à Batna.
- Guem (1947-2021) de son vrai nom Abdelmadjid Guemguem, chanteur et percussionniste, né à Batna le 7 mars 1947, a émigré jeune vers la France en 1960[86]. Il a réalisé plus de 25 albums.
- Heddy Maalem, danseur, natif de Batna[87].
- Sabrina Draoui, cinéaste, native de Batna, plusieurs de ses films ont été sélectionnées et elle a obtenu des prix[88].
- Isabelle Eberhardt, romancière suisse, a habité à Batna dans le quartier de Zmella. En 1900, le commandant de la subdivision de Batna à l'époque coloniale expulsa l'écrivain de la commune d'El Oued et réintégra son mari à Batna[89]. Sa maison a été transformée en dépotoir après l'indépendance[90].
- El hachemi Saidani, écrivain, a vécu à Batna, décédé en 2005.
- Mohamed Nadir Sebaa, écrivain, né à Batna en 1957.
- Abderezzak Hellal, écrivain et cinéaste, né à Batna en 1951.
- Nassira Belloula, est une écrivaine algérienne francophone née le 13 février 1961 à Batna.
- Claude-Pierre-Hypoplyte Polain, historien, mort le 17 mars 1876 à Batna[91].
- Mohamed Hamouda Bensai, essayiste, né à Batna[92].
- Rachid Mouffouk, artiste-peintre et sculpteur, né à Batna.
- Mohamed Nadjib Bensaid, fondateur de l'association Prisma des artistes peintres de Batna[62].
- Leila Ameddah, artiste-peintre et sculptrice, née à Batna le 21 avril 1962[93],[94], chirurgien dentiste de profession[95].
- Chérif Mennoubi, peintre et sculpteur, né à Batna le 25 juillet 1957.
- Mustafa Lakhal, est un artiste peintre algérien né à Batna[96],[97].
- Mohamed Berkane, Artiste peintre né le 28 février 1951 à Batna[98].
- Abdeslam Amraoui, natif de Batna.
- Amraoui Hassane, artiste peintre diplômé en arts de l’École nationale de Batna[99].
- Noureddine Zekara, artiste peintre, né à Batna.
- Mimi Hafida, poétesse et écrivaine.
- Chérif Merzougui, peintre, décédé à Batna.
- Boughrara Abdelali, peintre algérien, né à Batna et y décédé.
- Mohamed Affou Haffaf, artiste peintre[100]
- Souhali Salim, musicien, peintre, homme du théâtre.
- Soria Zeroual, est une actrice franco-algérienne née le 14 mai 1970 à Batna. Elle a été nommée pour le César de la meilleure actrice en 2016 pour le film "Fatima" de Philippe Faucon.
- Beïda Chikhi, professeure émérite de la Sorbonne.
- Autres personnalités

- Rachid Touri, mathématicien, recteur de l'université d'Alger puis représentant de l'Algérie à l'UNESCO à Paris[101].
- Ouardi Chabani, ancien président de la chambre des entrepreneurs et du commerce algériens dans les années 1990.
- Brahim Belbahri, natif de Batna, ancien moudjahid, journaliste et directeur de l'ENTV[102]
- Cheikh Belkacem Derdour, fils du Cheikh El Hachemi Benderdour qui fut le fondateur de la zaouia des Dradra[103].
- Dihya benabbas, producteur et réalisateur, chef d'entreprise. Il est l'un des premiers producteurs et réalisateurs de clips, vidéo, publicités en Algérie.[réf. nécessaire]
- Fourrier Marcel, avocat à la Cour, rédacteur en chef de Libération. Il est né le 11 août 1895 à Batna[104].